# Klimahouse

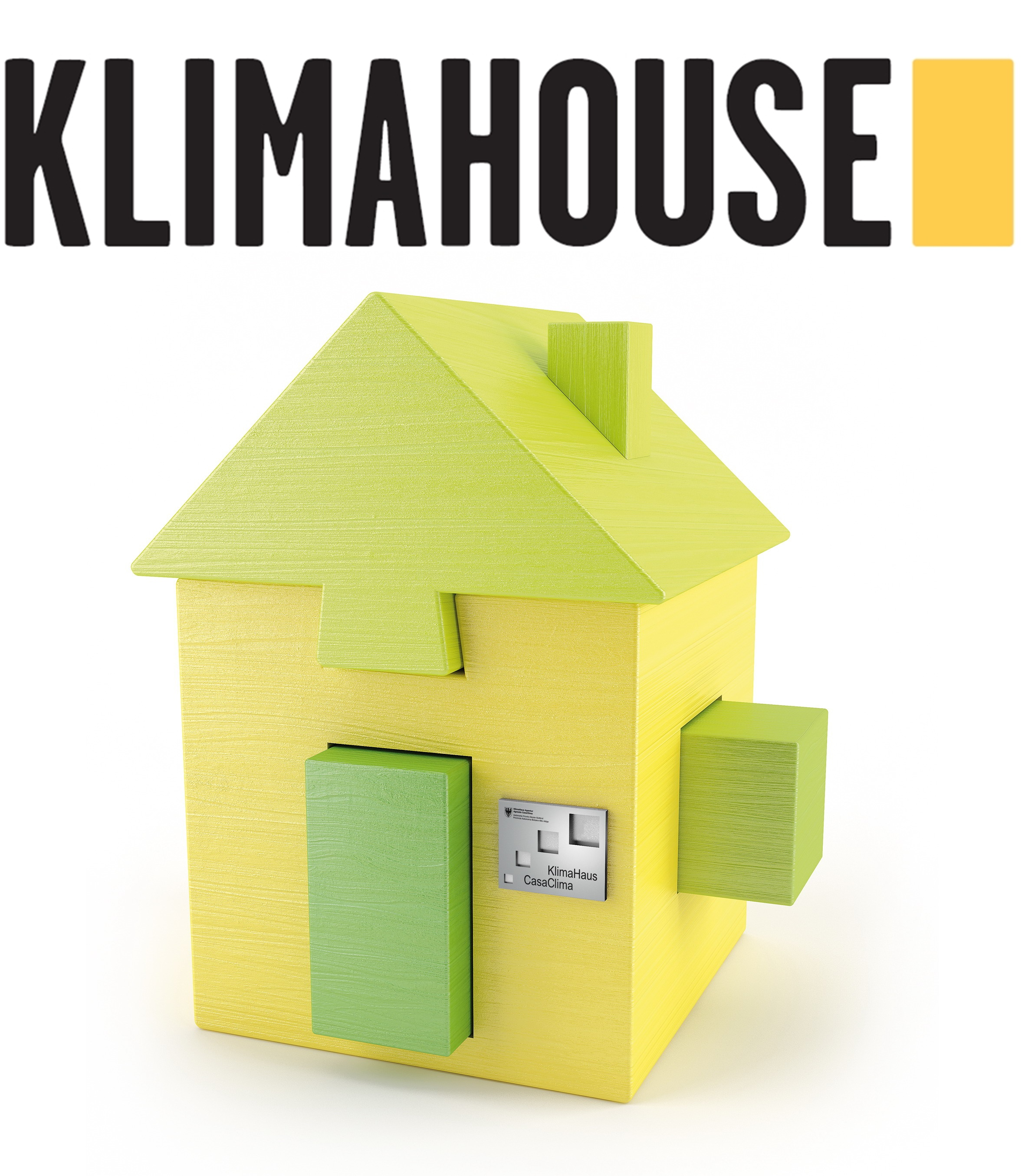
Klimahouse – Logo

Die Fachmesse Klimahouse wird mit Unterstützung der KlimaHaus Agentur veranstaltet und ist im nationalen (italienischen) Vergleich die führende Fachmesse für energieeffizientes Sanieren und Bauen.
Die Veranstaltung wird Jahr für Jahr auf dem Messegelände in Bozen abgehalten. Jährlich beteiligen sich daran zirka 40.000 Besucher und über 450 Aussteller. Die Messe wird von einem breiten Programm begleitet, welches aus Tagungen, Kongressen, geführten Ausflügen zu energetisch sanierten Gebäuden in Südtirol, Workshops, Seminaren und Ausstellungen besteht.

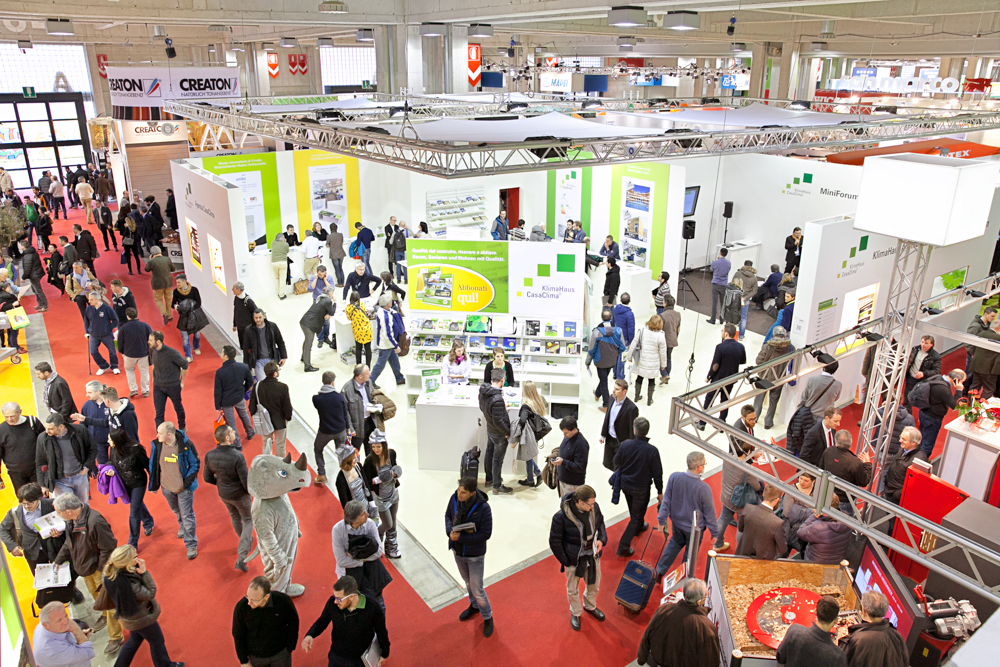
Messehalle

Zur Klimahouse – Familie gehören auch die Klimahouse Toscana (in Florenz), die Klimahouse Puglia (in Apulien) und die ComoCasaClima (in Erba, Region Como), welche ebenfalls von der Messe Bozen veranstaltet werden.